# Money in the bank (singel)
Money in the Bank to drugi singel promujący album "One Man Band Man" amerykańskiego producenta Swizz Beatza. Wydany 29 maja muzyce na jego stronie MySpace, a potem na iTunes. Utwór opowiada o młodych, biednych dziewczynach, które chodzą na imprezy by spotkać bogatych mężczyzn.

## Klip
Premiera klipu odbyła się 1 sierpnia 2007 roku. Wystąpił na nim gościnnie Busta Rhymes. W połowie klipu piosenka zmienia się na "Top Down".

## Lista utworów
1. "Money In The Bank" (Explicit)